# Neapolský dóm
Neapolský dóm, také Katedrála Nanebevzetí Panny Marie či Katedrála svatého Januaria (italsky Duomo di Napoli, Cattedrale di Santa Maria Assunta nebo Cattedrale di San Gennaro) je římskokatolická katedrála, hlavní kostel v Neapoli v jižní Itálii a sídlo neapolského arcibiskupa. Oficiálně je zasvěcena Panně Marii, je však obvykle označována jménem sv. Januaria, patrona města, jehož ostatky zde jsou uloženy.

## Dějiny
Stavbu současné katedrály zahájil král Karel I. z Anjou. Stavba pokračovala za vlády jeho nástupce Karla II. (1285 - 1309) a byla dokončena na počátku 14. století pod Robertem z Anjou. Stojí na základech dvou antických křesťanských bazilik, jejichž stopy jsou stále jasně vidět. Během vykopávek zde byly nalezeny řecké a římské artefakty.
Ke katedrále přiléhá arcibiskupský palác.

## Interiér a umělecká díla
Hlavní atrakcí interiéru je Královská kaple pokladu sv. Januaria vyzdobená freskami od Domenichina a Giovanniho Lanfranca, oltářními obrazy od Domenichina, Massima Stanzioneho a Jusepa Ribery, bohatým hlavním oltářem Francesca Solimeny, bronzovým zábradlím Cosima Fanzagy a dalšími uměleckými díly včetně relikviáře od francouzských mistrů ze 14. století.
K dalším uměleckým dílům patří Nanebevzetí Pietra Perugina, plátna Lucy Giordana a starokřesťanské křtitelnice s mozaikami ze 4. století. Hlavní loď byla restaurována v 18. století a zdobí ji barokní reliéf Pietra Bracciho. Minutolova kaple, kde je pohřben kardinál Enrico Capece Minutolo a kterou zmínil Boccaccio v Dekameronu, má fresky ze 14. století.
Krypta je od Lombarďana Tommasa Malvita. Fasáda byla přepracována Enricem Alvinem v pozdním 19. století, ten však zachoval portál z 15. století včetně některých soch Tina da Camaina.
V kostele se nachází ampule s krví sv. Januaria. Tento ostatek bývá vystaven třikrát ročně, první sobotu v květnu, 19. září a 16. prosince, přičemž vysušená krev obvykle zkapalňuje. Pokud nedojde ke zkapalnění krve, pak podle legendy Neapol postihne katastrofa.